# 丹尼尔·特里福诺夫

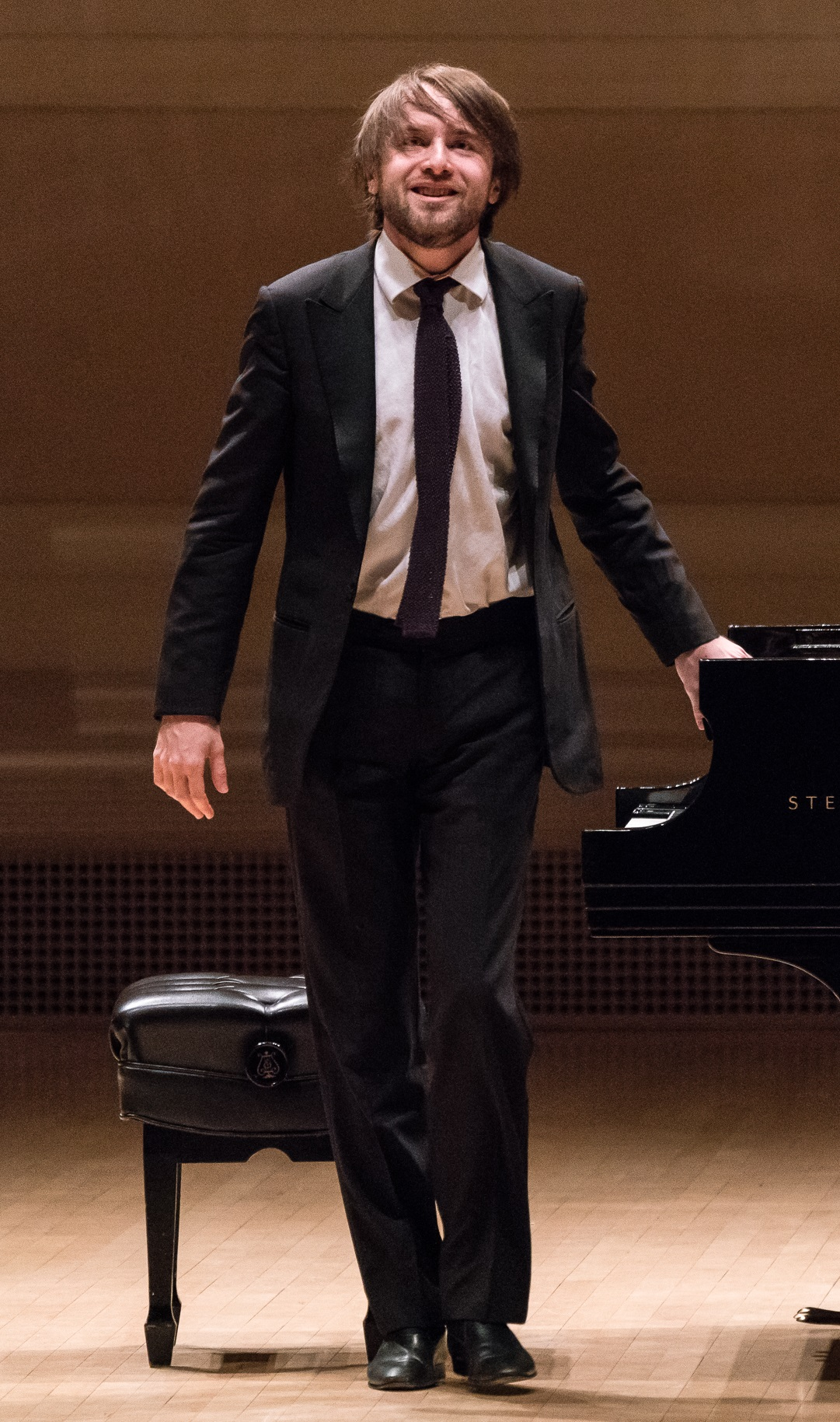
丹尼尔·特里福诺夫在卡内基音乐厅，2017年10月28日

丹尼尔·奥列戈维奇·特里福诺夫（俄语：Даниил Олегович Трифонов，羅馬化：Daniil Olegovich Trifonov，1991年3月5日—），是一名俄罗斯钢琴家、作曲家。

## 生平
丹尼尔·奥列戈维奇·特里福诺夫出生于下诺夫哥罗德的一个音乐世家，母亲是音乐学家，父亲是作曲家。特里福诺夫五岁开始学习钢琴，2000至2009年就读于莫斯科格涅辛音乐学院，2006年起学习作曲，后转入美国克利夫兰音乐学院，师从谢尔盖·巴巴扬。
特里福诺夫曾先后获得2010年肖邦国际钢琴比赛第三名、2011年亚瑟·鲁宾斯坦国际钢琴大赛第一名、2011年柴可夫斯基國際音樂比賽钢琴组金牌及赛事最高奖（Grand Prix）。在诸多重要音乐比赛获奖后，世界各地的演出邀请纷纷而至，其中2013年特里福诺夫在纽约卡内基音乐厅进行的首演大获成功，演出现场录音同年由德意志留声机公司出版发行。
特里福诺夫2015年当选为纽约爱乐乐团董事会成员，现居纽约。

## 作品

### 作曲
特里福诺夫在钢琴演奏以外也自己作曲，例如他在克利夫兰音乐学院就读期间所写的五乐章组曲《Rachmaniana》，致敬作曲家拉赫玛尼诺夫。

## 獲獎與榮譽
- 2010年：肖邦国际钢琴比赛第三名
- 2011年：亚瑟·鲁宾斯坦国际钢琴大赛第一名
- 2011年：柴可夫斯基国际音乐比赛钢琴组金牌
- 2014年、2017年：回声音乐古典奖[11]
- 2016年：皇家爱乐协会（英语：Royal Philharmonic Society）音乐奖“年度器乐演奏家”[12]
- 2016年：留声机奖“年度艺术家”[13]
- 2017年：赫伯特·冯·卡拉扬音乐奖（英语：Herbert von Karajan Music Prize）[14]